# Дрогобицьке гетто

Дрогобицьке гетто

Дрого́бицьке ге́тто — єврейське гетто в період Другої світової війни, створене нацистською Німеччиною в листопаді 1941 року в місті Дрогобичі на території СРСР, окупованій нацистами в результаті операції «Барбаросса». Значна частина євреїв була знищена в період із серпня по листопад 1942 року, зокрема вивезена поїздами Голокосту до винищувального табору Белжець Остаточна ліквідація гето в Дрогобичі відбулася у період з початку травня до кінця серпня 1943 року..

## Передісторія
Єврейська громада Дрогобича досить тривалий час відігравала значну роль у житті міста. Наприклад, перший із засобів масової інформації в Дрогобичі, німецькомовна «Дрогобицька газета» (нім. «Drohobyczer Zeitung»), почала виходити в Австро-Угорщині 1883 року за правління Франца Йосифа I. Друкувалась вона гебрейськими літерами в місцевій друкарні єврейського підприємця Арона Жупника й була виразником інтересів юдейської еліти міста.
Зробили свій внесок дрогобицькі євреї і в розбудову Польської республіки 1918—1939 років. Так, наприклад, одним із авторів польської конституції 1921 року та першим міністром-євреєм в історії Польщі став уродженець міста Герман Ліберман.
До початку нацистсько-радянського вторгнення в Польщу 1939 року Дрогобич був провінційним містом Другої Речі Посполитої, центром однойменного повіту (пол. powiat drohobycki), котрий мав площу 1499 км² і населення близько 194 400 осіб. Повіт належав до Львівського воєводства (пол. Województwo lwowskie) південно-східних кресів. Дрогобич мав значну єврейську громаду, що кількісно переважала й українську, і польську. Для прикладу, у 1939 році населення міста становило 34 600 мешканців, з яких 26,3 % були українці, 33,2 % — поляки, 39,9 % — євреї. Перед початком Другої світової війни в Дрогобичі було, за одними підрахунками — 20, за іншими — 23 синагоги.
Після вторгнення до Польщі у вересні 1939 року та радянської анексії Західної України, коли територія міжвоєнної Польщі була поділена між нацистською Німеччиною і СРСР, місто було приєднано до СРСР (з входженням до складу УРСР) відповідно до умов пакту Молотова — Ріббентропа.
17 вересня 1939 року, коли Червона армія тільки перейшла східні кордони Польщі, Дрогобич уже захопили війська вермахту й перебували в місті аж до 24 вересня, звільнивши лише перед приходом радянських частин. Та навіть за цей тиждень німецька влада виявила свій антисемітизм, змусивши саме представників єврейської громади прибирати вулиці Дрогобича та гасити пожежі, спричинені німецькими ж бомбардуваннями (Є навіть свідчення сучасника тих подій про проведення у місті спільного параду військ вермахту та Червоної Армії, яке він підтверджує фотографією.)
Перехід влади в Дрогобичі від адміністрації Другої Речі Посполитої до Третього Рейху, а, згодом, до СРСР, мав свій вплив на демографічні зміни в регіоні. Після початку вторгнення СРСР до Польщі більш ніж 30 тисяч українців залишили Галичину, знайшовши притулок на Закерзонні в Польщі, на західному окрайку етнічних українських земель, що опинилися на другому боці нового радянсько-німецького кордону в рамках Генерального Губернаторства. Разом з тим на території, анексовані СРСР, прибули 100 000 євреїв, які втекли від нацистського терору на окупованій німцями Польщі. Очевидно, що ці зміни частково стосувалися й Дрогобича.
У складі СРСР Дрогобич став обласним центром створеної 4 грудня 1939 року Дрогобицької області та районним центром Дрогобицького району., В місто прибували прислані на адміністративну роботу працівники радянських органів влади (тільки восени 1939 року приїхали 597 осіб), НКВС, та члени їх сімей. Ще на початку жовтня розпочалися арешти польських високопосадовців, а особливо масового характеру репресії (арешти, тюремні терміни, розстріли, депортація) польського населення досягли наприкінці 1939 року, хоча серед репресованих зустрічались і українці, і євреї. Для утримання заарештованих використовували як внутрішню тюрму НКВС на вулиці Стрийській, так і «дрогобицькі Бриґідки» місткістю 60-300 та 1200 місць відповідно. Лише в квітні 1940 року з території Дрогобицької області депортовано 3628 поляків та євреїв, або 1184 родини. Серед юдеїв, депортованих радянськими каральними органами, були як місцеві мешканці, так і біженці з територій, окупованих гітлерівцями. Частково еміграція дрогобичан здійснювалась також завдяки польському підпіллю, створеному на основі харцерської організації, (так звані «Білі кур'єри», які наприкінці 1939 року та на початку 1940 року нелегально переправили сотні людей з Радянського Союзу в Угорщину через радянсько-угорський кордон в Карпатах).
Починаючи з другого півріччя 1940 року співробітники каральних органів почали місця в камерах заповнювати уже переважно представниками української громади міста та області. За спогадами Альфреда Шраєра «тисячі невинних людей з Дрогобича депортували до Казахстану, на Сибір. До євреїв вони тоді ще ставилися відносно толерантно». Особливо посилились репресії у період від 22 по 29 червня 1941 року, коли органи НКВС масово арештовували дрогобичан та мешканців області, а, відступаючи, знищили заарештованих в'язнів. Убивство людей проводили в обох тюрмах та на єврейському кладовищі (пізніше, після повернення радянської влади, єврейський цвинтар ліквідують, а на його місці збудують Будинок Побуту).
За даними Якова Фрідмана, у передвоєнний час покинути Дрогобич і виїхати на схід СРСР змогли від п'яти до дев'яти тисяч євреїв, як місцевих мешканців, так і біженців з окупованої нацистами Польщі.

## Під німецькою окупацією

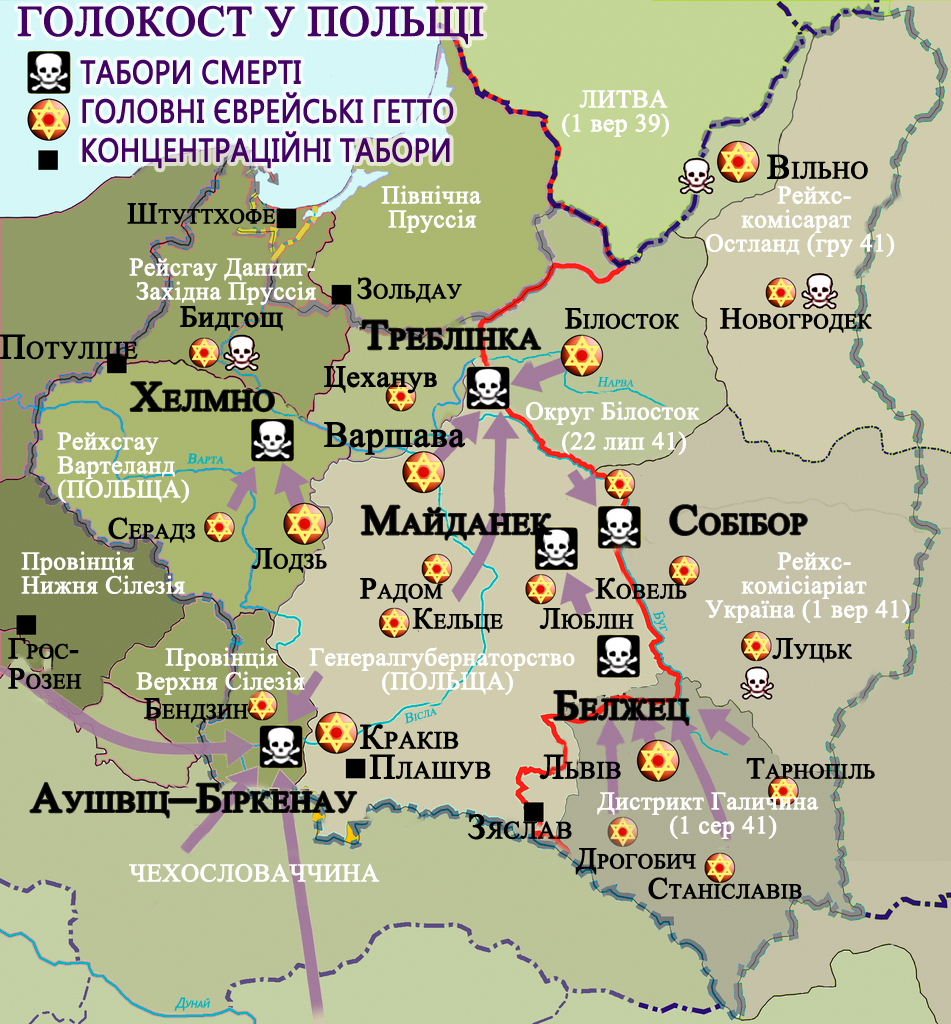
Гето на території, окупованій Третім Рейхом

1 липня 1941 року в Дрогобич увійшли війська гітлерівської Німеччини та її сателіта тисовської Словаччини.
Через тиждень, 7 липня у місто для формування поліції безпеки прибула айнзатцкоманда з міста Радома, так звані «Радом'яни». До її складу, зокрема, входили гауптшарфюрер СС Фелікс Ландау (керівник єврейського відділу гестапо (нім. Geheime Staatspolizei) від липня 1941 по травень 1943 року), Йозеф Ґабріель (керівник єврейського відділу гестапо з травня 1943 року) та Карл Ґюнтер, якого більшість дослідників вважають убивцею видатного дрогобицького художника та письменника єврейського походження Бруно Шульца.
Для ідентифікації населення німецькою адміністрацією зобов'язано всіх мешканців носити при собі посвідчення особи, так звані «кенкарти», на яких були фотографія та відбитки пальців, зазначено прізвище та ім'я, місце народження, місце прописки, місце праці власника. Крім того, кенкарти були різних кольорів й на них великою літерою була вказана національність. Євреї отримували кенкарти жовтого кольору з написом «J» (скорочення від нім. Jude).
З 27 липня по 2 серпня німецькою адміністрацією проведено перепис населення Дрогобича. Після проведення підрахунків перепису встановлено, що станом на 31 грудня 1941 року, населення Дрогобича становило 34 112 осіб, з них 13 тисяч 339 євреїв, або 39, 10 % від загальної чисельності.

### Юденрат
Юденрати (нім. Judenrat — «єврейська рада») — єврейські адміністративні органи самоврядування, які за ініціативою німецької окупаційної влади створювалися на території польського Генерал-губернаторства у кожному єврейському гето.

#### Створення юденрату в Дрогобичі

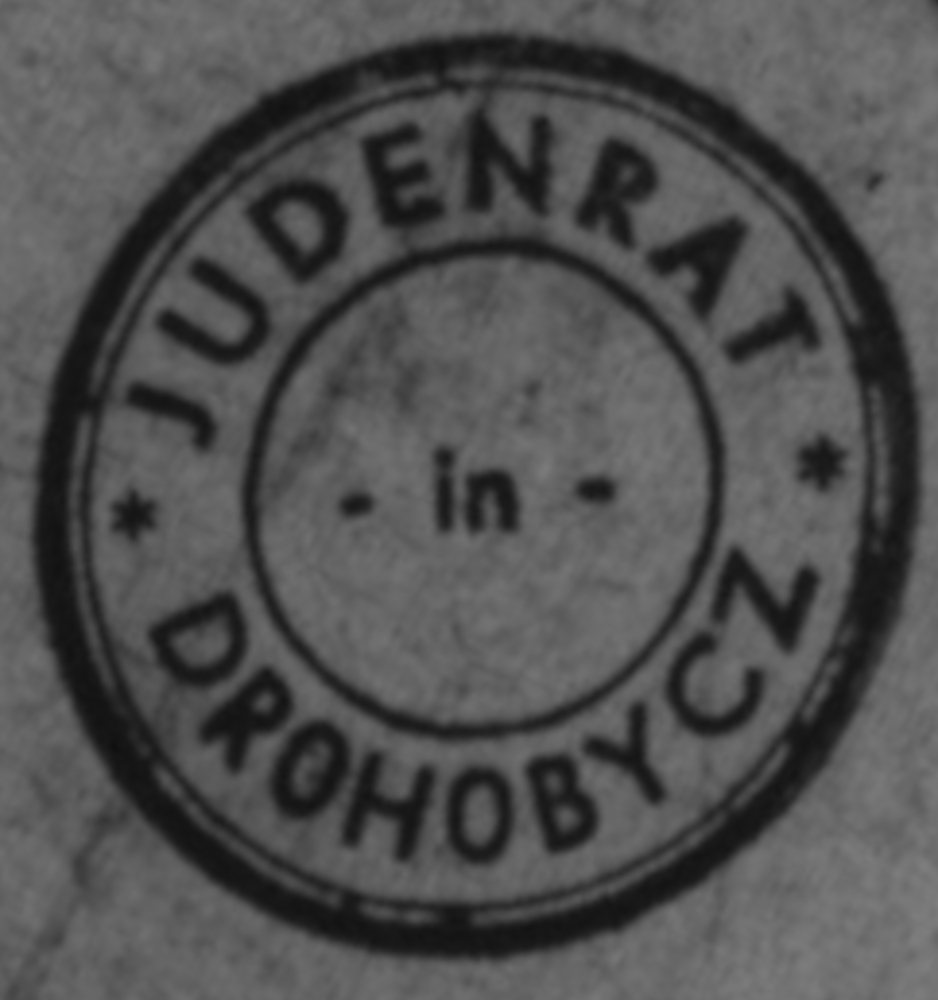
Відбиток печатки дрогобицького Юденрату

Наприкінці 1940 року на території Краківського Генерал-губернаторства діяли вже приблизно дві сотні гето й стільки ж єврейських рад з їх управління (юденратів). З початком війни із СРСР німці продовжували утворювати органи керування єврейськими громадами на нових окупованих територіях. Дрогобич, приєднаний до Генерал-губернаторства, відповідав усім необхідним вимогам для створення юденрату та єврейського гето («щоб ці пункти концентрації були розташовані тільки у залізничних вузлах або, принаймні, поблизу від залізниць», не «менш, ніж з 500 душ», а навіть «понад 10 тис. осіб»).
Юденрат у Дрогобичі створено на вимогу німецького коменданта міста вже у липні 1941 року. Дрогобицький юденрат, як і юденрати в Львові, Станіславі та Тернополі, утворені одними з перших після німецької окупації Західної України.
А 25 липня у Львові відбулися збори представників юденратів Львівщини, зініційовані старостою Львова Ю. Полянським та представником німецької поліції. За їх словами, ціллю створення юденратів, наділених обмеженою автономією, було «регулювання внутрішнього життя єврейських общин», а до функцій відносилось:
- організація соціального забезпечення євреїв;
- постачання їх продовольством;
- створення єврейських робочих команд, готових працювати там, де їм вкажуть представники відділів праці та військових комендатур.[18][19]

Фактичним завданням юденрату на той момент було організація дешевої, а, точніше, безкоштовної робочої сили для місцевих потреб німців.

#### Керівництво
Указ Рейнгарда Гейдріха № Р/11-288/39 від 21 вересня 1939 року підпорядковував єврейські ради айнзатцкомандам та поліції безпеки, а указ генерал-губернатора Ганса Франка від 28 листопада 1939 року — районним та міським адміністраторам, тобто цивільній адміністрації генерал-губернаторства. Фактично юденрати виконували розпорядження й одних, і других, а на практиці безпосереднє керівництво діяльністю єврейських рад здійснювали представники німецької поліції та гестапо. Власне саме вони і визначали основні цілі й завдання, котрі юденрати мали виконувати, а саме:
|  | - Реєстрація та контроль за єврейським населенням, облік всіх євреїв, у першу чергу працездатних, для здійснення примусових робіт. Статистичні відомості потрібні були німцям і для розподілу за картками продуктів харчування, а в період депортації — для організації етапів. - Здійснення примусових робіт, покладених на євреїв. Для цього мети юденрат проводив перепис усіх працездатних і організовував їх направлення на роботи, зазначені німцями. - Переселення євреїв у гето, забезпечення ізоляції євреїв від решти населення міст. - Сприяння німецької поліції у проведенні конфіскації єврейського майна, обшуків з метою вилучення укритих цінностей. - Забезпечення усіх євреїв відмітними знаками, нарукавними пов'язками та нашивками із зіркою Сіону (зіркою Давида). - Контроль за тим, щоб не допустити епідемії, яка могла б позначитися і на здоров'ї арійців. - Сприяння у проведенні депортації євреїв у період їх масового знищення. |

Крім того, керівництво єврейських рад повинно було розв'язувати питання забезпечення існування єврейських громад (розселення людей, котрих переселяли в гето, організації охорони здоров'я, постачання населення харчовими продуктами, виховання та освіти молоді, проведення культурних заходів, поховання померлих), організацію виробництва продукції для потреб німців, збір накладених на членів громади податків, платежів та контрибуцій, збір теплих речей для потреб німецької армії тощо.
Існують різні списки керівництва Дрогобицького юденрату.
За даними книги «Нариси з історії Дрогобича…» та статті «Юденрати в Західній Україні» Якова Хонігсмана (рос. Яков Хонигсман Юденраты в Западной Украине) Дрогобицький юденрат очолив доктор Ісаак (за іншими даними — Аврагам) Розенблат. Формально його заступником, а фактично керівником кагалу, став Маврицій Рурберґ. До складу правління, створеного під кінець липня-на початку серпня, також ввійшли доктор А. Герстенфельд, Я. Берман, М. Грінтауз, К. Ковалек, А. Крігель та інші (рос. А. Герстенфельд, Я. Берман, М. Гринтауз, К. Ковалек, А. Кригель и др.). Голови юденратів та члени правління єврейських рад часто мінялись у зв'язку з їх смертю або відправленням гітлерівцями в концентраційні табори чи табори смерті. Але й смерть рідко наставала внаслідок природних причин. Набагато частіше вони здійснювали самогубство або були розстріляні німцями. Тому, наприклад, головами єврейської ради у Дрогобичі, крім Розенблата, були також Яків Герстенфельд та Йосиф Бергман (рос. Герстенфельд Яков, Бергман Иосиф).
Інтернетівська енциклопедія про Дрогобич під назвою «Дрогопедія» з посиланням на іншу книгу того ж Якова Хонігсмана (рос. «600 лет и два года (история евреев Дрогобыча и Борислава)»  — Львов, 1997. - С.48) подає два списки керівництва юденрату, котрі відносяться до різних періодів його діяльності.
До першого складу, який очолював доктор Яків Розенблат, увійшли доктор Гайнріх Бараль, Ійохим Бодіан, Бернард Грінхут, Зеліг Ліберман, Абрам Лямпенфельд та Йосиф Фішер. Усі члени керівництва цього складу були згодом розстріляні гітлерівцями або вивезені до концентраційних таборів.
До іншого складу, що був орієнтовно в 1942 році, входили доктор Йосиф Боргман, доктор Моріц Грінгаут, Конрад Кавалек, Авраам Крігель та Герман Кроніш, а керував ними 52-річний доктор Яків Герстенфельд.

#### Єврейська поліція
У Дрогобичі при чисельності в 1941 році єврейської громади у 14 тисяч осіб, ортполіція нараховувала у своєму складі 56 осіб. Дрогобицька єврейська поліція знаходилась під командуванням Людвіга Галотті, у минулому — офіцера Війська Польського. Крім нього, членами поліції були також Е. Галотті, С. Гальперн, Г. Глаубштейн, И. Гершфельд, Х. Коренгальт та інші євреї, що дозволяло особисто їм певний час зберігати своє власне життя, а також, як і чиновникам юденратів, право та можливість утримувати дружину та дітей. Єврейська поліція у Дрогобичі була озброєна дерев'яними палицями.
Після створення гето восени 1941 року чисельність єврейської поліції збільшилася до 100—120 осіб.
Як твердить Роман Круцик, директор «Музею совєтської окупації» в Києві, збереглися документи Дрогобицького юденрату, котрі засвідчують безпосередню участь єврейської поліції гето у розстрілах місцевих євреїв.

#### Єврейська громада
Населені пункти на території сучасної Львівської області, в яких в 1941 році знаходилась значна кількість євреїв та було утворено юденрати:
| Населений пункт | Чисельність євреїв в 1941 році |
| --------------- | ------------------------------ |
| Львів           | 150 000 — 160 000              |
| Дрогобич        | 14 000                         |
| Борислав        | 12 000                         |
| Болехів         | 4 000                          |
| Бібрка          | 3 600                          |
| Буськ           | 2 600                          |
| Жовква          | 4 650                          |
| Золочів         | 6 700                          |
| Перемишляни     | 3 000                          |
| Рава-Руська     | 7 400                          |
| Самбір          | 3 650                          |
| Сколе           | 2 670                          |
| Сокаль          | 6 000                          |
| Старий Самбір   | 3 600                          |
| Стрий           | 10 870                         |
| Турка           | 4 000                          |
| Городок         | 3 300                          |
| Яворів          | 3 000                          |
| Мостиська       | 2 330                          |

Крім того, юденрати, а отже, досить значні єврейські громади, були у Бродах та Рудно.

Дрогобич, літній єврей із великою зіркою Давида на шиї

Якщо до українців та поляків німецька влада ставилась на початку окупації терпимо, то євреї зразу відчули на собі гітлерівський «новий порядок». Їм заборонено користуватись дрогобицькими тротуарами і взагалі ходити центральною частиною міста, наказано здати усі ювелірні прикраси (згідно зі звітомупаційної влади здано 14 529 виробів із золота та срібла) та хутряні вироби і радіоприймачі, постійно носити на собі ознаку приналежності до юдейської громади — «Зірку Давида». Здача цінностей була зумовлена накладанням гітлерівцями на єврейське населення контрибуції. Розмір контрибуції для дрогобицьких євреїв становив суму 500 000 радянських рублів. Для заохочення виплат контрибуції, як превентивна міра, із числа громади було взято заложників, у першу чергу представників місцевої інтелігенції. Заложники в Дрогобичі, як і у Львові та Станіславі, були знищені гітлерівцями незважаючи на її сплату й не чекаючи до закінчення терміну, в який контрибуція мала бути виплачена. Є згадка і про подальшу здачу цінностей. Так у своєму виступі в Самбірському гето у червні 1943 року заступник голови місцевого юденрату доктор Зойснер розповідав, що «з дрогобицького ґето повернувся контактер юденрату і розповів про викуп євреями із дрогобицького ґето золотом, діамантами, хутром та шкіряними виробами обіцянки німців залишити їх живими і продовжити роботу „від руки до руки і від серця до серця“».
Фактично репресії єврейського населення розпочалися зразу після зайняття німцями Дрогобича. За спогадами Альфреда Шраєра, євреї мали лише два варіанти дій, щоб отримати можливість врятуватися від винищення:
- потрапити, як він, в один із трудових таборів, де виготовляли необхідну гітлерівцям продукцію;
- утекти, отримати фальшиві документи на неєврея і сховатись, «розчинитись» серед українського та польського населення[26].

12 липня 1941 року в лісі біля Дрогобича (урочище Тептюж), очевидно, не без участі всієї айнзатцкоманди «радом'яни», розстріляно більш як два десятки євреїв, серед яких були й корінні дрогобичани, і єврейські біженці з Відня. Пізніше, у зв'язку зі знищенням радянською владою в'язнів тюрем при відступі з Дрогобича, знайдені тіла помилково також приймуть за замордованих НКВС українців та 23 липня поховають за участю священників, як християн. Збереглись видержки з щоденника одного з «радом'ян», Фелікса Ландау:
| «Дрогобич. 12 липня 1941 року. О шостій ранку мене розбудили: "Необхідно виконати вирок!.." Ну що ж, прекрасно, я знову буду катом, а потім і могильником, чому б і ні?.. Двадцять три людини повинні бути страчені, серед них дві жінки... Ми повинні були знайти підходще місце для розстрілу та поховання. Декілька хвилин, і воно було знайдено. Засуджені — з лопатами, повинні самі викопати собі могили. Двоє беззвучно плакали. Інші проявляли неймовірну мужність. Я наказав швидше копати, щоб не думали ... Дивно, я абсолютно спокійний. Ніякої жалості, нічого. Цінні речі, годинник і гроші — все в одну купу ... Ці дві жінки повинні були стати на крайку рову і бути розстріляні першими. Вони йшли й оберталися. Шестеро з нас повинні стріляти. Ми розподілили роботу таким чином — троє повинні були потрапити в голову, троє в серце. Я цілив у серце. Постріли були точні, і мізки вилітали в повітря. Три кулі в череп — надто багато, майже зносять голову. Майже усі впали без звуку, тільки двоє довго мучилися. Пістолетний постріл нічого не коштує, але це не наша невдача, ми стріляємо разом. Остання група повинна засипати убитих у рові, потім настає й її черга, і вони падають у рів. Втомлений, без задніх ніг, повернувся додому ... »Оригінальний текст (рос.) «Дрогобыч. 12 июля 1941 года. В шесть утра меня разбудили: "Необходимо исполнить приговор!.." Ну что ж, прекрасно, я снова буду палачом, а потом и могильщиком, почему бы нет?.. Двадцать три человека должны быть казнены, среди них две женщины... Мы должны были найти подходящее место для расстрела и захоронения. Несколько минут, и оно было найдено. Приговоренные - с лопатами, должны сами выкопать себе могилы. Двое беззвучно плакали. Другие проявляли невероятное мужество. Я приказал быстрее копать, чтоб не думали... Странно, я абсолютно спокоен. Никакой жалости, ничего. Ценные вещи, часы и деньги - все в одну кучу... Эти две женщины должны были встать на кромку рва и быть расстреляны первыми. Они шли и оборачивались. Шестеро из нас должны стрелять. Мы распределили работу таким образом - трое должны были попасть в голову, трое в сердце. Я целил в сердце. Выстрелы были точны, и мозги вылетали в воздух. Три пули в череп - слишком много, почти сносят голову. Почти все упали без звука, только двое долго мучились. Пистолетный выстрел ничего не стоит, но это не наша неудача, мы стреляем вместе. Последняя группа должна засыпать убитых во рву, затем наступает и ее очередь, и они падают в ров. Усталый, без задних ног, вернулся домой...» |
Цю кількість, 23 особи, підтверджує й А. Круглов у своєму дослідженні «Хроніка Голокосту в Україні» (рос. Круглов А. И. Хроника Холокоста в Украине).
У другій половині липня спеціальним розпорядженням німецької окупаційної адміністрації та воєнно-польових комендатур дія розпорядження № А-428 від 20 січня 1940 року про примусову працю євреїв-чоловіків у віці від 14 до 60 років поширювалась також на територію всієї окупованої Західної України.
22 липня за втечу 17 євреїв із відділу для праці німецька поліція розстріляла 20 інших.
18 серпня розстріляно ще 38 євреїв.
Виконуючи розпорядження губернатора дистрикту К.Ляша від 6 листопада 1941 року, гітлерівці розпочали виселення всіх дрогобицьких євреїв у гето та ліквідацію нездатних, на їх думку, до тяжкої роботи.

### Гето закритого типу

Депортація євреїв із Дрогобича. 1942 рік. Місце призначення — винищувальний табір Белжець.

За даними Інституту історії України НАН України під час нацистської окупації на території створеної в 1939 році Дрогобицької області була 1 тюрма гестапо (у Дрогобичі), 12 єврейських гето, 10 таборів примусової праці для євреїв та 2 (один з них — у Дрогобичі) табори для військовополонених.
За задумом німецької адміністрації, до Дрогобицького гето мали увійти близько 20 тисяч євреїв із Дрогобича, Стебника та Трускавця. Крім того, число в'язнів гето збільшувалося юдеями-мешканцями навколишніх сіл. Зокрема, є згадка про переселення євреїв у Дрогобицьке гето з Нагуєвич. У сусідньому Бориславі створено своє гето у мікрорайоні Мразниця.
Марія Мелент'єва в огляді публікацій з посиланням на книгу Омера Бартова «Стерте: зникнення слідів єврейської Галичини у сьогоденній Україні» (англ. Bartov O. Erased: Vanishing traces of Jewish Galicia in present-day Ukraine) локалізує місце знаходження гето неподалік від сучасного пам'ятника Степанові Бандері в однойменному парку. Погоджується з нею і секретар Дрогобицької міської ради Тарас Метик.
«Нариси з історії Дрогобича…» пишуть про існування чотирьох таборів праці:
- на Гірці;
- на Гирівці (біля підприємства з виготовлення дахівки);
- на вулиці Шашкевича;
- на вулиці Данила Галицького.[1]

За спогадами Альфреда Шраєра, Дрогобицьке гето складалось із п'яти таборів, але в одному з інтерв'ю він згадує лише три з них: на Гирівці (столярне виробництво на тартаку) та на вулиці Данила Галицького (працювали на нафтопереробному заводі), а також ще табір для роботи на керамзаводі, який проіснував короткий час.. В іншому, крім столярні, керамзаводу та нафтопереробного, називає також міські майстерні, в яких «для армії робили якісь тачки, кошики для гарматних куль». Крім того, «жінки працювали у трудових таборах на полях».
Відмінність Дрогобицького гето від інших полягала у відсутності навколо нього високих мурів. Натомість воно було оточене стовпами з написами трьома мовами: «Вхід у гето карається смертю».
На початку осені у місто введена фельджандармерія (нім. Feldgendarmerie — польова жандармерія).
У перших числах листопада 1941 року німецька поліція безпеки сіхерґейтполіцей, або скорочено сіпо (від нім. Sicherheitspolizei), що організаційно об'єднувала таємну поліцію гестапо й кримінальну поліцію, або кріпо (нім. Kripo, від Kriminalpolizei), та жандармерія знищили в Броницькому лісі 420 (за іншими даними — 320) осіб похилого віку. Ось як про цей епізод згадує Альфред Шраєр:
|  | Одного дня есесівці оголосили, що всі неповносправні євреї мають з’явитися до синагоги з цінними речами. Людей заштовхали у вантажні машини і повезли у напрямку Самбора. Ніхто не знав куди, поки вантажівки не повернулися — без людей, але з купою одягу. |

22 листопада знову у Броницькому лісі розстріляно ще 250 осіб. Знищено також 65 хворих з єврейського дитячого сиротинця.
З 1 грудня у місті введено карткову систему, за якою трудящі мешканці Дрогобича отримували певний набір харчових продуктів, але на представників єврейської громади це нововведення не поширювалось.
Взимку 1941—1942 років у Дрогобицькому гето лютувала епідемія, від якої померла значна частина його мешканців.
На початку 1942 року за участі юденрату організовано декілька виробництв для виконання замовлень німецької окупаційної влади. Працівники цих підприємств отримали робочі посвідчення, котрі хоча б тимчасово вберегли їх власників від знищення.
За даними електронної єврейської енциклопедії вперше мешканці Дрогобицького гето (близько двох тисяч євреїв) були відправлені до винищувального табору Белжець у кінці березня 1942 року.
За спогадами Хасмана Мандик Жисі, ліквідація мешканців Дрогобицького гето розпочалася влітку 1942 року. Під час перерви між розстрілами у Броницькому лісі 12-літній Хасман зумів утекти, прихопивши з собою також молодшого дев'ятилітнього брата Савіка та двоюрідну сестру Кайлі.
У серпні навколо гето, попередньо огородженого колючим дротом, виставлено озброєну охорону.
З 6 серпня по 8 серпня від 4 000 до 6 000 євреїв із Дрогобича вивезено до села Белжець (так звана «акція Белжець») для ліквідації у винищувальному таборі Белжець. Через деякий час німці вивезли ще близько 2 500 осіб.
За даними Якова Фрідмана у жовтні 1942 року в Дрогобицькому гето було зосереджено близько 9 000 євреїв.
19 жовтня близько 4 000 євреїв вигнано з будинків до тимчасового табору на вулиці Гарбарській, де їх три тижні утримувано без води та їжі. Уцілілих відправлено до концтаборів, зокрема у Белжець.
У період 22-23 жовтня гітлерівці розстріляли більшу частину членів правління єврейських громад (юденратів) Дрогобича й Борислава та ортполіції, а також майже усіх юдеїв-службовців юденратів.

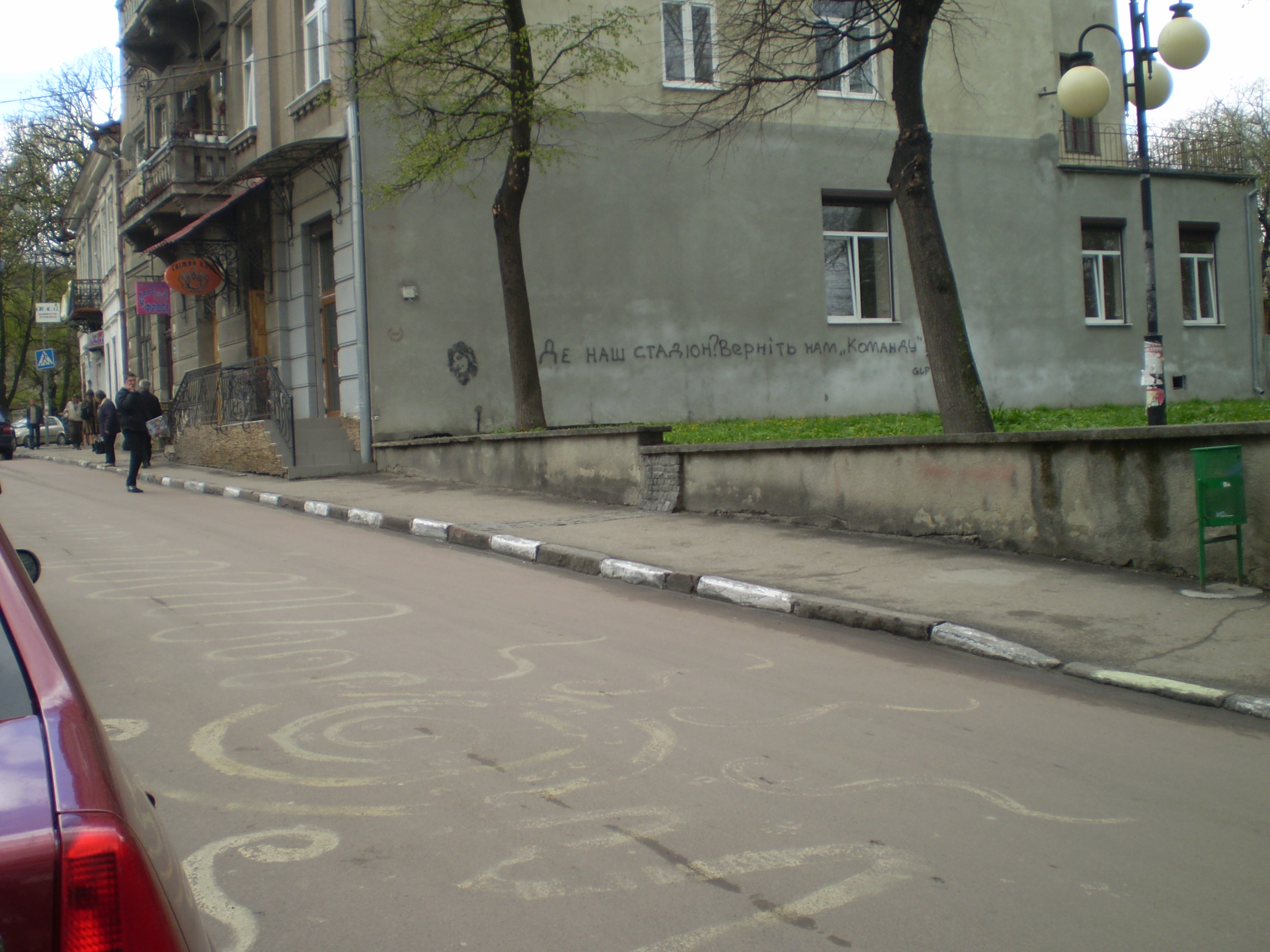
Вулиця Шевченка в Дрогобичі на відтинку від готелю «Тустань» до костелу святого Варфоломія. Справа — парк Степана Бандери. Місце на тротуарі (між двома деревами), де був убитий Бруно Шульц.

Пам'ятна плита на тротуарі на місці загибелі Бруно Шульца.

Незабаром протягом трьох тижнів німцями проводилась так звана «жіноча акція», внаслідок якої гітлерівці змусили єврейських поліцаїв гнати на ліквідацію близько 1 200 жінок, серед яких були і їхні матері.
19 листопада, у так званий «дикий четвер», близько сотні дрогобицьких євреїв загинуло на вулицях міста. За словами Альфреда Шраєра, акція отримала назву «„дика“ тому, що відрізнялася вона від інших тим, що євреїв не збирали у визначених місцях, звідки вивозили на смерть, але кожного зустрічного єврея розстрілювали безпосередньо на місці». Рахеля Ауербах у своїх спогадах, надрукованих в № 30 щоквартальника «Гольдене кейт», що побачив світ на їдиші у Тель-Авіві в 1964 році, приводить покази доктора Шахна Вайсмана, учня Бруно Шульца, одного зі свідків процесу над Феліксом Ландау, що проходив у Західній Німеччині. Згідно з ними,
|  | акція почалася після того, як єврей-аптекар Курц-Рейнес, який обзавівся зброєю, збираючись втекти до Угорщини, вистрілив у німця, котрий затримав його на вулиці, і легко його поранив.Оригінальний текст (рос.) Акция началась после того, как еврей-аптекарь Курц-Рейнес, который обзавелся оружием, собираясь бежать в Венгрию, выстрелил в немца, задержавшего его на улице, и легко его поранил. |

Це й послужило причиною чи поводом до вбивства німцями євреїв по всьому Дрогобичу. Акція була несподіваною і тривала недовго, приблизно у період між десятою та одинадцятою годиною ранку. Євреїв переслідували й банально вбивали, навіть без перевірки документів. Деякі трупи залишались лежати неприбраними на вулицях міста навіть на наступний день. Серед жертв трагедії — Бруно Шульц, якого вбито двома пострілами у голову при виході з юденрату на вулицю Чацького (тепер вулиця Шевченка). Але Карл Ґюнтер, який його застрелив, знав, конкретно кого він убивав — не просто звичайного мешканця гето, а єврея, якому «протегував» його начальник, Фелікс Ландау. І здійснив це зумисне, у помсту за попереднє вбивство Ландау «його власного єврея», дрогобицького зубного лікаря Льова.

### Ліквідація гето
Ліквідацію Дрогобицького гето розпочато у травні 1943 року.
21 травня та 22 травня фашисти знищили хворих з єврейського шпиталю. Зі спійманих 735 юдеїв 30 розстріляно, 705 відправлено до Львова.
4 червня нацисти знову почали декого з євреїв розстрілювати на місці. Решту вивозять до Броницького лісу, примушують роздягнутися та знищують групами кількістю від 6 до 10 осіб. Ховають у викопаних розрахованих на 200—300 трупів ямах.
8 червня на єврейському цвинтарі гітлерівці розстріляли 24 ортполіцаїв.
У своєму рапорті від 30 червня 1943 року для оберґруппенфюрера СС у Кракові генерала Крюґера начальник СС і поліції дистрикту группенфюрер СС і генерал-лейтенант Ваффен-СС та німецької поліції Фріц Кацманн доповідав:
|  | «До 27 червня 1943 року виселено всього 434 329 євреїв. Табори для євреїв є ще у Львові, Винниках, Острові, Куровичах, Якторові, Лацьках, Плюхові, Козаках, Зборові, Озерній, Тернополі, Глубошках, Борках-Великих, Кам’янці, Дрогобичі, Бориславі, Стрию, Сколе, Болехові, Брошневі, Небелові. Загалом там перебуває 21 166 євреїв. Ці табори будуть своєчасно згорнуті.» |

У червні 1943 року, за даними гестапо, що згодом були захоплені Армією Крайовою, в Дрогобичі проживало 12 тисяч 723 мешканці, з них 6 тисяч 612 українців, 5 тисяч 931 поляк, 180 німців й жодного єврея. Незначна кількість юдеїв, які на той час офіційно знаходилась лише у таборах праці, незабаром також була поступово переведена в тюрму на вулиці Стрийській, а згодом розстріляна у Броницькому лісі.
25 липня 200 в'язнів Дрогобицького гето розстріляно на вапняному заводі у селі Глинна-Наварія Пустомитівського району.
27 липня 680 євреїв кинуто окупантами до тюрми на вулиці Стрийській, за деякий час 640 осіб вивезено у Броницький ліс та розстріляно.
В серпні розпочато ліквідацію трудових таборів.
Наприкінці серпня гітлерівці ліквідували останній єврейський табір праці. Спосіб той же: спочатку у в'язницю на Стрийській, потім групами до Броницького лісу.
Восени 1943 року понад 200 осіб розстріляно у лісі біля цегляного заводу в Дрогобичі.
На той момент живими німці залишили лише невелику кількість найбільш цінних для них робітників та ремісників. У квітні 1944 року, у зв'язку з наступом радянської армії, яка наближалась до міста, останні євреї були відправлені до винищувального табору Белжець.

### Ставлення до євреїв
Як пише у своїй книзі А. Круглов:
|  | В Україні, як і взагалі на території колишнього Радянського Союзу, геноцид щодо євреїв носив гранично жорстокі форми. Це було пов'язано з тим, що нацисти розглядали євреїв Радянського Союзу як носіїв більшовизму, опору радянської влади і комуністичного режиму, а після розгортання на окупованій території партизанського руху — і як ідейних натхненників останнього, а тому вважали їх набагато небезпечнішими євреїв західноєвропейських.Оригінальний текст (рос.) В Украине, как и вообще на территории бывшего Советского Союза, геноцид в отношении евреев носил предельно жестокие формы. Это было связано с тем, что нацисты рассматривали евреев Советского Союза как носителей большевизма, опору советской власти и коммунистического режима, а после развертывания на оккупированной территории партизанского движения — и как идейных вдохновителей последнего, а поэтому считали их гораздо опаснее евреев западноевропейских. |

Дрогобич. Трупи у відкритій братській могилі. Фото з архіву музею Яд Вашем (Yad Vashem Photo Archive).

Тому й ставлення керівництва Рейху до євреїв на окупованій території СРСР суттєво відрізнялось від такого на теренах Центральної та Західної Європи: якщо в другому випадку німці в основному депортували єврейське населення цих країн до винищувальних таборів, котрі знаходились на окупованій території Польщі, то в першому випадку «практика масових вбивств на місці була звичайним і повсюдним явищем, особливої таємниці окупанти з цього не робили — масові страти євреїв у ряді випадків відбувалися відкрито, у присутності численних глядачів із числа військовослужбовців вермахту та місцевого населення.»
За словами Семена Додика:
|  | «Євреї німецькими загарбниками були поставлені поза законом, вони підлягали тотальному знищенню. Більше того, сім'ї неєвреїв, які допомагали і ховали євреїв, також підлягали знищенню, що ускладнювало виживання євреїв.»Оригінальний текст (рос.) «Евреи немецкими захватчиками были поставлены вне закона, они подлежали тотальному уничтожению. Более того, семьи неевреев, помогавшие и прятавшие евреев, также подлежали уничтожению, что усложняло выживание евреев.» |

Заохочували окупанти і негативне відношення до єврейства з боку місцевого населення. Так уже на сьомий день після нападу на СРСР, 29 червня 1941 року, шефом поліції безпеки та СД группенфюрером СС Рейнгардом Гейдріхом було видано для підлеглих йому оперативних груп поліції безпеки та СД оперативний наказ № 1, в якому, зокрема, говорилось:
|  | Прагненням до самоочищення антикомуністичних і антиєврейських кіл у знову окупованих областях не слід чинити ніяких перешкод. Навпаки, їх слід, зрозуміло, непомітно, якщо необхідно посилювати і направляти на правильний шлях...Оригінальний текст (рос.) Стремлениям к самоочищению антикоммунистических и антиеврейских кругов во вновь оккупированных областях не следует чинить никаких препятствий. Напротив, их следует, разумеется, незаметно, если необходимо усиливать и направлять на правильный путь… |

1 липня 1941 року, зразу ж у день вступу у Дрогобич військ гітлерівської Німеччини та її сателіта тисовської Словаччини, на єврейському цвинтарі та в ямі на подвір'ї колишнього радянського дрогобицького обласного управління НКВС, що знаходилось по вулиці Стрийській, виявлено 74 трупи мешканців Дрогобиччини, замордованих комуністичною владою, з яких упізнати вдалось лише 6 тіл. У той же день розпочалися єврейські погроми, які тривали в місті до 4 липня. Жертвами погрому стали 47 євреїв, кілька десятків поранено. У сусідньому Бориславі під час погрому, що тривав з 2 до 4 липня, вбито близько 150 осіб.
Надалі подібних випадків не відбувалось. Ще й надто, українці з поляками допомагали рятувати євреїв від винищення, хоч ризикували власним життям.
Ось як це у своїй розповіді про футбольні матчі дрогобицького «Юнака» у 30-х роках 20 століття описує уродженець міста та сучасник тих подій Анджей Хцюк:
|  | І хоча ті матчі часто мали національний присмак, бо „Гасмонея“ була жидівська, а „Україна“ і „Сян“ українські, та однак цілий наш нафтовий басейн муром стояв за „Юнаком“, бо місцевий патріотизм був сильніший понад усе решта. Однак національні преференції часом давали про себе знати. Було це тоді, коли за „Юнаком“, що грав з „Гасмонеєю“, обставали всі українці, коли ж „Юнак“ грав з „Україною“, то не мав ліпших вболівальників від жидів. Бо ніщо так не тішить, як поразка ворога, навіть, якби ми самі не мали з того жодного пожитку. Усі ті протистояння мали у собі щось опереткове і не становили небезпеки, якщо взяти до уваги, що Маріянцьо Вільк, який, аби зупинити матч, що „Юнак“ програвав, вибіг на поле, перебраний на жида, з причепленими пейсами, у позиченому халаті, і давай лупасити суддю парасолем, аби заплата впала на жидів, що саме перемагали „Юнака“, найліпші гравці якого були видалені з поля або ж травмовані, а матч той, якби відбувся кілька тижнів пізніше, коли аси вже очухалися б і відбули покару, міг би скінчитися перемогою „Юнака“, — то ось, повторюю, Маріянцьо з вулиці Блонної в часі окупації ховав у себе жидів, колишніх суперників, хоч важив головою. А малий Струтинський, хоча на матчах страшним голосом кричав „бий жида!“, потому загинув разом із цілою родиною — німці розстріляли його за переховування кількох друзів-жидів. |

.
Близько двох сотень дрогобичан переховували євреїв під час війни. Зокрема Владислав та Володимир Василькевичі врятували 58 осіб, Ізидор Волосянський та його дружина Ярослава (до шлюбу Скольська) — 39 осіб, Іван та Марія Писк — 48 осіб, Ян Савінський та Петро Стецик — 54 особи, вчителька Марія Струтинська — 13 осіб. Декого з рятівників, хоча, на жаль, далеко не усіх, музей Яд Вашем (івр. יד ושם, також Яд ва-Шем; Голокосту Мученикам і Героям Пам'ять і Шана) в Ізраїлі назвав за це Праведниками світу.
На сайті «Drohobyczer Zeitung» на сторінці «Дрогобич під час нацизму» розміщена світлина з фотоархіву музею Яд Вашем, на якій зафіксовано факт примусової стрижки есесівськими вояками борід дрогобицьким євреям.
Про аналогічний випадок знущання з євреїв-хасидів, який мав місце у Дрогобичі в останній день тижневого перебування німців у 1939 році, згадує і Яків Фрідман у статті, що так і називається — «Берлінські цирюльники»:
|  | «Вулиці були переповнені військовослужбовцями (вермахту), що з охотою купували за марку, котра стала дуже цінною, місцевий товар і продукти. Магазини, крамниці та ресторани працювали допізна. Схоже, що головною турботою нової адміністрації було підтримання закону, порядку і комерції, а що ще потрібно єврейській буржуазії?»...«Усі знали, що завтра увійдуть росіяни і тому в останній вечір із німцями, в центрі міста на вулицях було просто тісно. Раптом всі солдати, як по команді, ставши вздовж тротуарів, оточили людей на проїжджій частині. З непідробним інтересом вільний народ спостерігав, що з оточення випускають всіх жінок, дітей, неєвреїв ... євреїв. Йшла якась незрозуміла гра, котра супроводжувалась загальним сміхом, веселими вигуками, жартами і примовками. Скоро з'ясувалося: всередині ланцюга залишили тільки кілька десятків релігійних, їх почали тіснити до виходу, де стояла купка весело і доброзичливо усміхнених німецьких офіцерів. Вони були озброєні ... ножицями, якими у першого ж хасида, котрий підійшов, були миттєво відрізані вушні локони. Єврейський сміх замовк, хасиди заголосили, а веселі гітлерівці почали підтягати істинно православних, які втратили від жаху того, що відбувається, здатність триматися на ногах, до регочучих берлінських цирульників.»Оригінальний текст (рос.) «Улицы были переполнены военнослужащими с охотой покупавшими, за ставшую весьма ценной марку, местный товар и продукты. Магазины, лавки и рестораны работали допоздна. Похоже, что главной заботой новой администрации было поддержание закона, порядка и коммерции, а что ещё нужно еврейской буржуазии?»...«Все знали, что завтра войдут русские и поэтому в последний вечер с немцами, в центре города на улицах было просто тесно. Вдруг все солдаты, как по команде, став вдоль тротуаров, оцепили людей на проезжей части. С неподдельным интересом свободный народ наблюдал, что из оцепления выпускают всех женщин, детей, не евреев . . . евреев. Шла какая-то непонятная игра, сопровождаемая всеобщим смехом, весёлыми выкриками, шутками и прибаутками. Скоро выяснилось: внутри цепи оставили только несколько десятков религиозных, их начали теснить к выходу, где стояла кучка весело и дружелюбно улыбавшихся немецких офицеров. Они были вооружены ... ножницами, коими у первого же подошедшего хасида, были мгновенно отрезаны ушные локоны. Еврейский смех замолк, хасиды возопили, а весёлые гитлеровцы начали подтаскивать истинно православных, потерявших от ужаса происходящего способность держаться на ногах, к хохочущим берлинским цирюльникам». |

.
Як пише далі Яків Фрідман, таке ставлення військовослужбовців вермахту до представників єврейської громади міста спонукало частину юдеїв покинути протягом 1939—1941 років прикордонний Дрогобич і виїхати теренами СРСР в східному напрямі, зокрема у Туркменістан, що згодом врятувало їх від смерті.
Але й німці були різними. Гестапівець Карл Ґюнтер винен у смерті Бруно Шульца та його одновірців, а управитель сільськогосподарськими роботами майор Еберхард Хельмріх виписував єврейським жінкам фальшиві документи та відправляв у Берлін, де його дружина Доната розподіляла їх на роботу в німецькі сім'ї. Таким чином врятовано від 70 до 200 осіб. Подружжя також зараховано до числа Праведників світу.
Ще одним прикладом доброзичливого ставлення до євреїв є Бертольд Бейц, комерційний директор дрогобицького нафтового товариства «Бескиди» та бориславської фірми «Карпатен Ойл», який зумів врятувати більш ніж 1000 євреїв, котрі працювали у нафтовидобувній галузі.

### Жертви Дрогобицького гето
Існує список кількості загиблих євреїв на окупованій території у Львівській області, до складу якої увійшла й Дрогобицька область, де є дані, зокрема, й по Дрогобичу:
| Дата                   | Місце                   | Кількість вбитих        |
| ---------------------- | ----------------------- | ----------------------- |
| 19 листопада 1942 року | Дрогобич                | 230                     |
| Грудень 1942 року      | Всі гето області        | 2000 (померли від тифу) |
| Січень 1943 року       | Гето Львівської області | 2000 (померли від тифу) |
| 15 лютого 1943 року    | Дрогобич                | 500                     |
| Березень 1943 року     | Гето Львівської області | 1000 (померли від тифу) |
| 6-8 червня 1943 року   | Дрогобич                | 2000                    |
| 12 червня 1943 року    | Дрогобич                | 170 (жінки і діти)      |
| 25 серпня 1943 року    | Дрогобич                | 550                     |
| 14 грудня 1943 року    | Дрогобич                | 200                     |

## Повернення радянської влади
6 серпня 1944 року після двогодинного бою в районі нафтопереробного заводу «Польмін» у місто ввійшли бійці 167-ї стрілецької дивізії 107-го стрілецького корпусу 1-ї гвардійської армії Четвертого Українського фронту.

Пам'ятник дрогобичанам, загиблим у результаті репресій під час Другої світової війни.

Після звільнення Дрогобича від німців у місті працювала Комісія з розслідування нацистських злочинів. Згідно з Актом цієї Комісії від 10 травня 1945 року, в Дрогобичі за час німецької окупації розстріляно 14 500 осіб (з них понад 10 000 в Броницькому лісі), знищено 10 800 військовополонених, убито 42 вчителі, 47 лікарів, 100 робітників та інженерів керамічного та нафтопереробних заводів, вивезено на примусові роботи до Німеччини 3 100 мешканців. Місту завдано матеріальних збитків на 22 000 000 рублів. Даних по національному складу жертв окупації не надається.

### Ставлення до трагедії
За радянських часів на офіційному рівні про знищення гітлерівцями майже всієї дрогобицької громади євреїв, зокрема, значної частини у Броницькому лісі, воліли не згадувати. Показовою в цьому відношенні є біографія ще одного уродженця міста, а, на цю мить, одного з найбагатших підприємців Росії, Віктора Вексельберга (народився у 1957 році), мати якого — росіянка, а батько, Фелікс Соломонович Вексельберг — єврей, учень Бруно Шульца й один із небагатьох дрогобичан, котрий із початком німецько-радянської війни зміг покинути місто й уникнути окупації. В інтерв'ю на радіо «Ехо Москви» 25 квітня 2005 року (дані також повторяються у багатьох статтях про нього) Віктор Вексельберг сказав:
|  | Я народився в сім'ї, де було дивна побудова родинних зв'язків. Була мама, були з її боку дядьки, тітки, у мене була купа двоюрідних родичів, бабуся, численна українська сім'я, хлібосольна. І був тато. Тато з прізвищем Вексельберг Фелікс Соломонович, і не було жодного родича, ні брата, ні сестри, ні бабусі, ні дідуся. Коли я був маленький, всі говорили, вони загинули під час війни. «...» Всіх розстріляли за 4 дні. Такий малий Бабин Яр. Вся трагедія полягає в тому, і поховали недалеко, чи не поховали, там були в лісі викопані ями, все єврейське населення було розстріляно і закопано у великі ями. Цей ліс знаходиться там в 15 км від міста. Я прожив у цьому місті 17 років і не знав, що 18 членів моєї сім'ї, бабусі, дідусі, тітки, дядьки, поховані в цьому лісі. Вся трагедія полягає в тому, що там не було ніякого пам'ятника, а єврейське населення одиничне, що залишився в цьому місті, боялося офіційно, публічно ходити до могил і віддавати данину своїм родичам.Оригінальний текст (рос.) Я родился в семье, где было странное построение родственных связей. Была мама, были с ее стороны дяди, тети, у меня была куча двоюродных родственников, бабушка, многочисленная украинская семья, хлебосольная. И был папа. Папа с фамилией Вексельберг Феликс Соломонович, и не было ни одного родственника, ни брата, ни сестры, ни бабушки, ни дедушки. Когда я был маленький, все говорили, они погибли во время войны.«...» всех расстреляли в 4 дня. Такой малый Бабий Яр. Вся трагедия состоит в том, и похоронили недалеко, не похоронили, там были в лесу выкопаны ямы, все еврейское население было расстреляно и закопано в большие ямы. Этот лес находится там в 15 км от города. Я прожил в этом городе 17 лет и не знал, что 18 членов моей семьи, бабушки, дедушки, тети, дяди, похоронены в этом лесу. Вся трагедия состоит в том, что там не было никакого памятника, а еврейское население единичное, оставшееся в этом городе, боялось официально, публично ходить к могилам и отдавать дань своим родственникам. |

Пам'ятник дрогобичанам, загиблим під час Другої світової війни. Права частина. На задньому плані (за ялинками) стіна, біля якої гітлерівці розстрілювали засуджених, значною мірою — українських повстанців та їх симпатиків.

1974 року, очевидно, до 30-ї річниці визволення Дрогобича, на вулиці Ковальській споруджено пам'ятник «Місце страти мирних громадян німецько-фашистськими загарбниками» (скульптори Валентин Борисенко, Валентин Подольський, архітектор Є. Хомик). Але хоча під час окупації було знищено майже всю єврейську громаду міста, котра становила 40 % його населення, цей монумент навряд чи можна назвати спомином про них із таких причин:
- масові розстріли євреїв відбувались у Броницькому лісі, а не в самому місті;
- пам'ятник розташований у центральній частині міста, де від початку окупації євреям знаходитись заборонили;
- фігури на дрогобицькій «Стіні плачу» мають слов'янські, а не семітські, риси обличчя та елементи одягу («російських типажів»);
- самі розстріли та повішення засуджених відбувались не біля цієї стіни, а 50 метрів правіше;
- карали на смерть там переважно патріотично настроєних українців та, меншою мірою, поляків[1][55][56].

## Єврейська громада Дрогобича
| Дата                | Населення | Євреїв   | %      | Поляків | %      | Українців | %      | Інших | %     | В т. ч. німців |
| ------------------- | --------- | -------- | ------ | ------- | ------ | --------- | ------ | ----- | ----- | -------------- |
| 1939 рік            | 34 600    | 13 800   | 39,9 % | 11 500  | 33,2 % | 9 100     | 26,3 % | 200   | 0,6 % |                |
| 31 грудня 1941 року | 34 112    | 13 339   | 39,1 % | 10 088  | 29,6 % | 10 500    | 30,8 % | 185   | 0,5 % | 120            |
| червень 1943 року   | 12 723    | незначна | —      | 5 931   | 46,6 % | 6 612     | 52,0 % | 180   | 1,4 % | 180            |

Німецьку окупацію власне у Дрогобичі пережили близько п'ятисот (за іншими даними — близько чотирьохсот) осіб єврейської національності, серед яких і головний рабин міста Якуб Авіґдор.
Більшість дрогобицьких євреїв, яким пощастило уціліти під час німецької окупації, згодом виїхало до Польщі, а звідти — в інші країни, зокрема, в Ізраїль.
У 1959 році єврейська громада Дрогобича нараховувала близько тисячі осіб, що становило 2,4 % від загальної чисельності населення.
У 1970 році в місті проживало близько 800 євреїв, або приблизно 1,4 % мешканців.
В 1979 році чисельність єврейської громади зменшилась приблизно до 500 осіб, що становило близько 0,8 % від загальної кількості населення Дрогобича.
Протягом 1970-х-2000-х років значна частина дрогобицьких євреїв емігрувала до Ізраїлю, США, Німеччини та в інші країни. Згодом дехто з них повернувся.

## У незалежній Україні
З розпадом СРСР негласне табу на висвітлення цієї теми та увіковічення пам'яті жертв трагедії втратило свою актуальність. Як згадував 2005 року про 1990 рік Віктор Вексельберг:
|  | І вже зовсім недавно, 15 років тому, там було збудовано невеликий монумент, й ми з батьком зробили невеличку плиту, на котрій 17 прізвищ, вони, правда, не всі Вексельберги, члени родини. Оригінальний текст (рос.) И уж совсем недавно, 15 лет назад, там был воздвигнут небольшой монумент, и мы с отцом сделали небольшую плиту, на котором 17 фамилий, они, правда, не все Вексельберги, члены семьи. |

Дрогобицька хоральна синагога, яка після завершення Другої світової війни використовувалась радянською владою як склад солі, згодом як мебельний магазин, а у прибудовах розміщувались продуктові склади, на початку 90-х років 20 століття була повернута громаді юдеїв.
За роки незалежності України почали з'являтися публікації, як на паперових носіях інформації, так і в інтернет-просторі, котрі пробують певним чином висвітлити темні плями в історії Дрогобича.
У 2009 році у дрогобицькому видавництві «Коло» побачила світ книга «Нариси з історії Дрогобича (від найдавніших часів до початку XXI ст.)», авторами якої є доктор історичних наук, професор, академік НАН України Ярослав Ісаєвич, доктор історичних наук, професор Михайло Кріль, кандидат історичних наук, професор Леонід Тимошенко, кандидати історичних наук, доценти Світлана Біла, Андрій Петрик, Руслана Попп, Михайло Сеньків, Юрій Стецик, Віталій Тельвак, кандидат педагогічних наук Микола Галів, член Національних Спілок письменників (Львівська обласна організація НСПУ) і журналістів краєзнавець Роман Пастух.
Починаючи з 2004 року проходить традиційний «Міжнародний Фестиваль Бруно Шульца у Дрогобичі». Перший пройшов у період з 12 до 18 липня. Другий — з 13 по 19 листопада 2006 року. Третій — 26-30 травня 2008 року. Четвертий — 24-30 травня 2010 року. У матеріалах цього фестивалю, підготовлених до друку зусиллями працівників дрогобицького Полоністичного центру імені Ігоря Менька, у третьому розділі цього збірника «Проєкти контекстуальних прочитань Бруно Шульца» розміщена розповідь Анни Банасяк про дрогобицького рабина Ісаака (Якуба) Авіґдора, автора книги спогадів із часів Другої світової війни, друга частина котрої («З в'язниці»), містить свідчення про ліквідацію дрогобицького гето та перебування рабина у концтаборах. Ювілейний п'ятий — від 6 по 12 вересня 2012 року. В його рамках, зокрема, пройшов виступ Теодозії Робертсон із США на тему: «Що врятовані говорять про Дрогобицьке ґето 1941—1942 років. Інтерв'ю з Архіву Візуальної Історії Фундації Голокосту». Наступний, шостий, заплановано на 26-30 травня 2014 року.

### Сучасна єврейська громада Дрогобича
На листопад 2012 року єврейська громада Дрогобича досить нечисленна, нараховує лише близько 200 осіб, серед яких багато змішаних родин та мало молоді. Й єдиний представник ще довоєнного покоління міста — музикант Альфред Шраєр.

## Галерея

Пам'ятник дрогобичанам, загиблим під час Другої світової війни. Стіна плачу. Ліва частина.
Пам'ятник дрогобичанам, загиблим під час Другої світової війни. Стіна плачу. Центральна частина.
Пам'ятник дрогобичанам, загиблим під час Другої світової війни. Стіна плачу. Права частина.
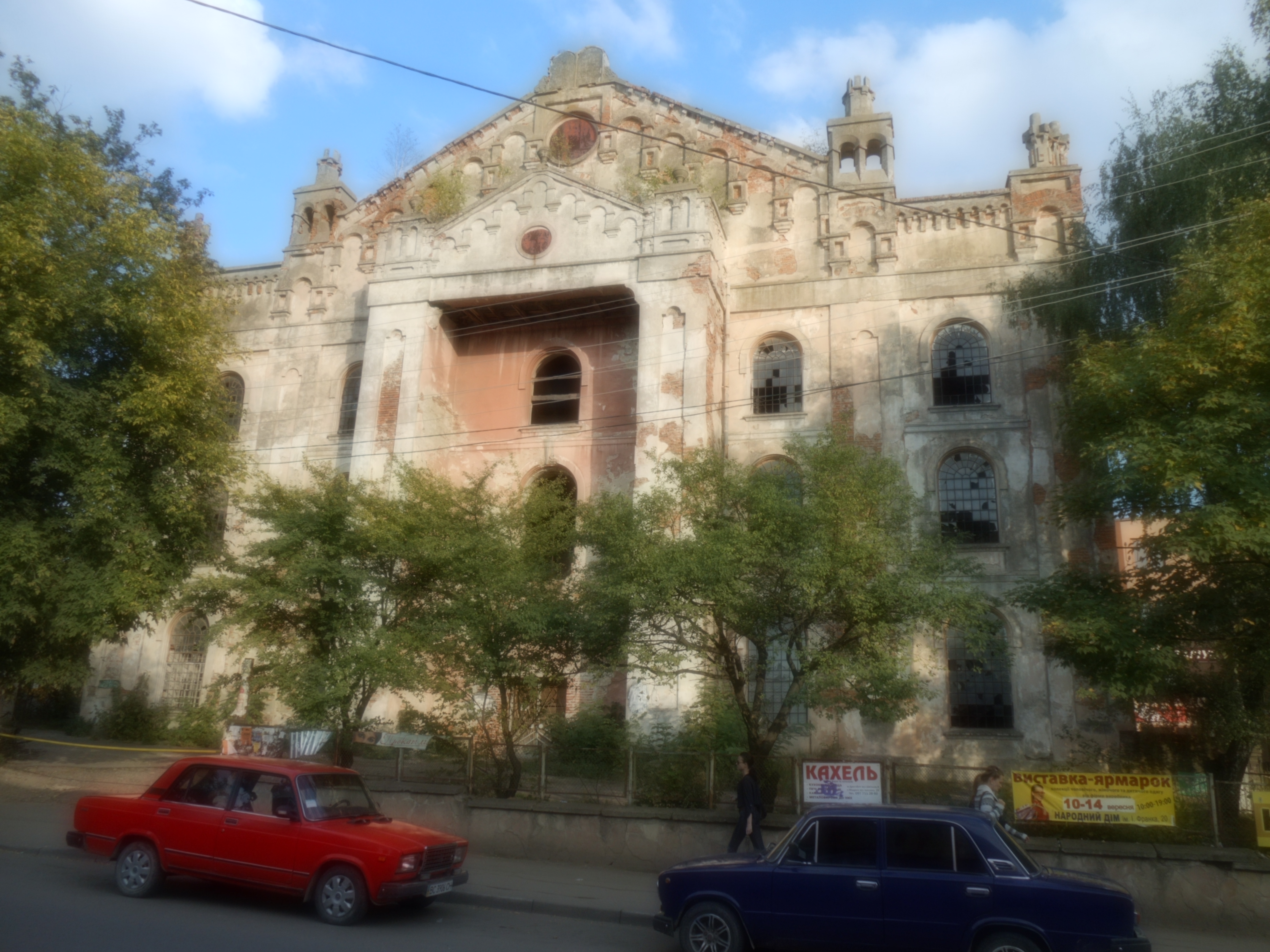
Хоральна синагога в Дрогобичі. Вересень 2013 року.